# Matthew Gray Gubler
Matthew Gray Gubler (Las Vegas, Nevada; 9 de marzo de 1980) es un actor, director de cine, dibujante y exmodelo estadounidense. Hizo su debut como actor en la película The Life Aquatic with Steve Zissou (2004) como pasante número uno, pero es más conocido por su papel como el doctor Spencer Reid en la serie de televisión Mentes criminales, en la que también dirigió diez episodios. Gubler ha dirigido y creado varias películas que fueron filmadas en su mayoría en su ciudad natal, antes de su graduación en la Universidad de Nueva York.

## Biografía
Gubler, que también fue a la Escuela Meadows, es un graduado de escuela secundaria de la Academia de Las Vegas de Estudios Internacionales de Artes Escénicas y Visuales, donde se especializó en la actuación, porque la escuela no ofrecía lo que le gustaba: la realización de películas. Es graduado de la New York University Tisch School of the Arts, donde se especializó en dirección de cine. También asistió a la Universidad de California Santa Cruz. Es nieto de Laura Belle y Maxwell Kelch (que fueron los fundadores de la primera estación de radio de Las Vegas, KENO) y hermano de la diseñadora Laura Dahl. Tiene otro hermano pequeño, llamado Gray. que aparece en el vídeo filmado por él para la banda Reagan. Sus padres aparecen en su película proyecto fin de carrera Dead or Retarded. Su madre Marilyn Gubler es la dueña del maravilloso rancho "La sonrisa" en Las Vegas, donde se organizan todo tipo de grandes eventos.
Tiene un sitio web donde presenta sus dibujos y sus gustos personales. En ella pueden verse fotos tomadas por él, un falso documental sobre su vida como actor en Mentes criminales, fotos de marionetas de tela hechas a partir de los personajes de sus dibujos e incluye grabaciones de su voz leyendo Annabel Lee de Edgar Allan Poe y cantando a capela las bandas sonoras de las comedias Cheers y The Golden Girls (Las chicas de oro).

## Carrera profesional

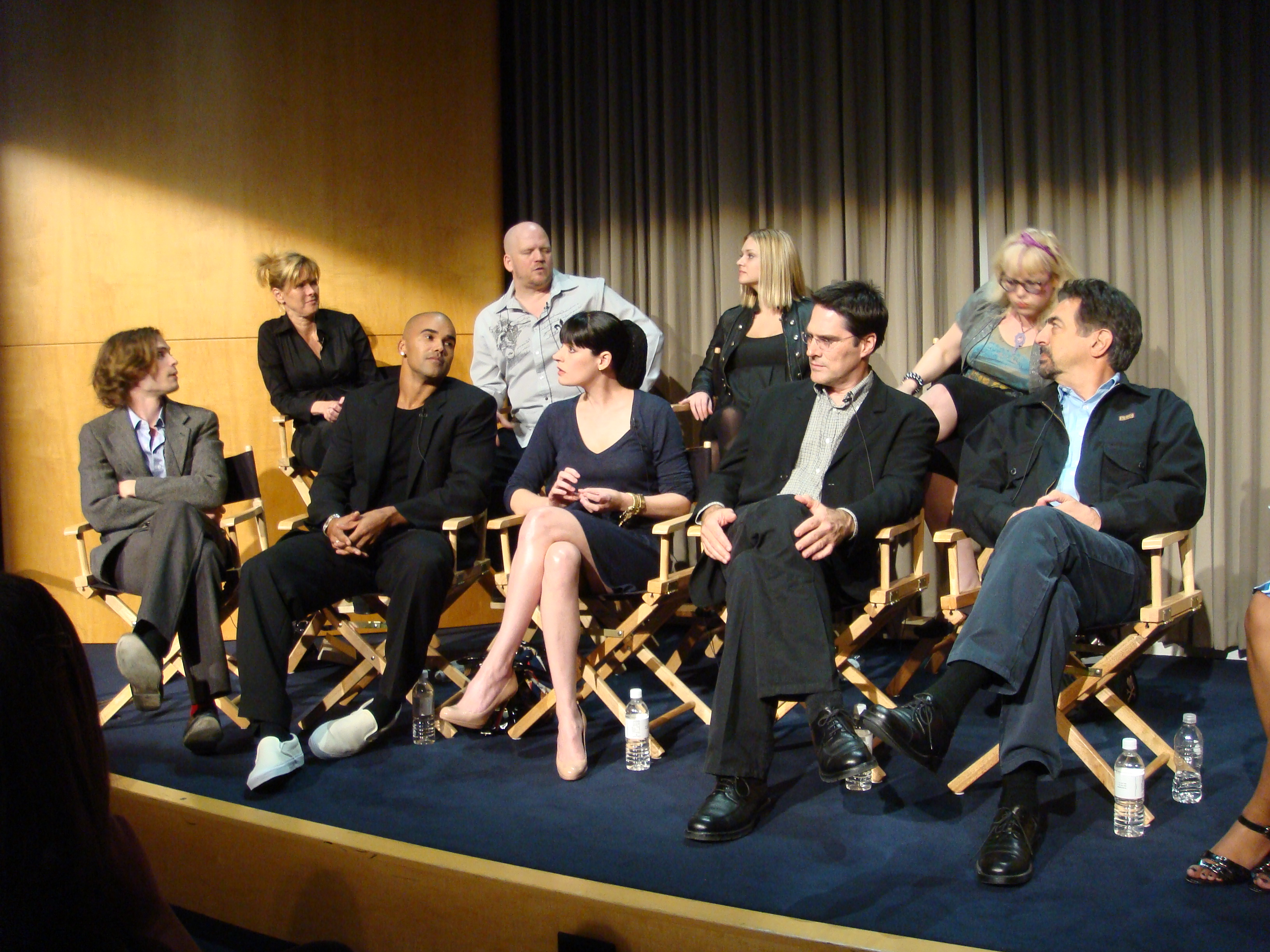
Matthew Gray Gubler junto al reparto de Criminal Minds.

Mientras estaba en la escuela de cine de NYU, Gubler fue encontrado por un buscador de modelos y luego trabajó como modelo. También clasificó # 46 en la lista de los 50 mejores modelos masculinos. Ha modelado para marcas como Burberry, Marc y otras.
Después de haber comenzado a modelar, Gubler tenía una oferta de prácticas de Wes Anderson, quien le animó a audicionar para un papel en su película The Life Aquatic with Steve Zissou con Steve Zissou. Gubler lo hizo, y consiguió el papel de Nico. Esto condujo a su papel como el Dr. Spencer Reid en Mentes criminales, donde en un episodio que terminó él mirando por el cañón de un arma, recibió los índices de audiencia más altos en la historia del programa (por episodio) en más de 25 millones de espectadores. Mientras que Matthew es un actor muy conocido en la serie Mentes criminales, también participa en la dirección.
También ha interpretado la voz de Simón en 2007 de Alvin y las Ardillas y de nuevo en 2009 por Alvin y las Ardillas 2, 3 y 4. Tuvo pequeños papeles en las películas ¡Vaya vacaciones!, 500 días con ella y The Great Buck Howard. Protagonizó How to Be a Serial Killer con el papel de Bart y Magic Valley (antes llamada Buhl) con el papel de Mok, dirigida por su amigo Jaffe Zinn, miembro del grupo musical Folded Light. 
Tiene un sello discográfico, CornStalk Recordings, desde el cual apoya la carrera musical de sus amigos Steve Damstra, miembro de Folded Light y cofundador de la web Gublerland; así como también la de su buen amigo Ryan Pardey, miembro de Halloween Town cuya web ha diseñado con sus dibujos Matthew Gray Gubler.
Fue aficionado a la fotografía (algunas de sus fotos pueden verse en la prestigiosa revista española Fanzine 137) y a la magia.
Expuso y vendió algunos de sus dibujos en la República Checa.
El 2 de abril de 2019 publicó su libro: Rumple Buttercup: A Story of Bananas, Belonging, and Being Yourself que terminó como Best Seller del New York Times.

## Vida personal
El 29 de noviembre de 2014 en Los Ángeles celebró el matrimonio de Paget Brewster (también coestrella en Criminal Minds) y Steve Damstra, siendo el oficiante de la ceremonia.

## Filmografía

### Actor
| Año         | Título                                 | Papel                      | Notas |
| ----------- | -------------------------------------- | -------------------------- | ----- |
| 2004        | The Life Aquatic with Steve Zissou     | Interno #1 (Nico)          |       |
| 2005 - 2020 | Mentes criminales                      | Dr. Spencer Reid           |       |
| 2006        | RV                                     | Joe Joe                    |       |
| 2007        | Alvin y las ardillas                   | Simon                      | Voz   |
| 2008        | The Great Buck Howard                  | Road Manager # 3 (Russell) |       |
| 2008        | How to Be a Serial Killer              | Bart                       |       |
| 2009        | (500) Days of Summer                   | Paul                       |       |
| 2009        | Alvin y las ardillas 2                 | Simon                      | Voz   |
| 2010        | The Ugly Life of a Beautiful Girl      | Ziggy                      |       |
| 2011        | All-Star Superman                      | Jimmy Olsen                | Voz   |
| 2011        | Scooby-Doo! Legend of the Phantosaur   | Winsor                     | Voz   |
| 2011        | Magic Valley                           | Mok                        |       |
| 2011        | Alvin y las ardillas 3                 | Simon                      | Voz   |
| 2012        | Excision                               | Mr. Claybaugh              |       |
| 2014        | Life After Beth                        | Kyle Orfman                |       |
| 2014        | Suburban Gothic                        | Raymond                    |       |
| 2014        | Batman: Assault on Arkham              | Edward Nygma/The Riddler   | Voz   |
| 2015        | Hot Air                                | Lesley                     |       |
| 2015        | Band of Robbers                        | Joe Harper                 |       |
| 2015        | Alvin and the Chipmunks: The Road Chip | Simon                      | Voz   |
| 2016        | Trash Fire                             | Caleb                      |       |
| 2017        | 68 kill                                | Chip                       |       |

### Director
| Año  | Título | Notas                                           |
| ---- | --- | ----------------------------------------------- |
| 2001 | Claude: A Symphony of Horror                                                                                  |                                                 |
| 2001 | Dead or Retarded                                                                                              | "Floyd the Magnificent"                         |
| 2004 | The Cactus That Looked Just Like a Man                                                                        | También escritor, cineasta, productor y editor. |
| 2004 | Mindhunters, asistente director artístico                                                                     |                                                 |
| 2005 | Matthew Gray Gubler's Life Aquatic Intern Journal                                                             | También escritor, cineasta, productor y editor. |
| 2006 | Whirlwind Heat                                                                                                |                                                 |
| 2006 | Matthew Gray Gubler: The Unauthorized Documentary Episodio 1                                                  |                                                 |
| 2006 | Matthew Gray Gubler: The Unauthorized Documentary Episodio 2                                                  |                                                 |
| 2006 | Matthew Gray Gubler: The Unauthorized Documentary Episodio 3                                                  |                                                 |
| 2006 | Matthew Gray Gubler: The Unauthorized Documentary Episodio 4                                                  |                                                 |
| 2006 | Matthew Gray Gubler: The Unauthorized Documentary Episodio 5                                                  |                                                 |
| 2006 | Matthew Gray Gubler: The AUTHORIZED Documentary Episodio 1                                                    |                                                 |
| 2007 | "Don't Shoot Me Santa", video musical de The Killers                                                          |                                                 |
| 2009 | Matthew Gray Gubler: The Unauthorized Documentary Episodio 10                                                 |                                                 |
| 2010 | Mentes Criminales, Temporada 5 - Episodio 16: Mosley Lane                                                     |                                                 |
| 2010 | Mentes Criminales, Temporada 6 - Episodio 18: Lauren                                                          |                                                 |
| 2012 | Mentes Criminales, Temporada 7 - Episodio 19: Heathridge Manor                                                |                                                 |
| 2012 | Mentes Criminales, Temporada 8 - Episodio 10: The Lesson                                                      |                                                 |
| 2013 | Mentes Criminales, Temporada 8 - Episodio 20: Alchemy Mentes Criminales, Temporada 9 - Episodio 7: Gatekeeper |                                                 |
| 2014 | Mentes Criminales, Temporada 9 - Episodio 20: Blood relations                                                 |                                                 |
| 2015 | Mentes Criminales, Temporada 10 - Episodio 21: Mr. Scratch                                                    |                                                 |
| 2015 | "Dirt Sledding", video musical de The Killers                                                                 |                                                 |
| 2016 | Mentes Criminales, Temporada 11 - Episodio 18: A beautiful disaster                                           |                                                 |
| 2016 | Mentes Criminales, Temporada 12 - Episodio 6: Elliot's Pond                                                   |                                                 |
| 2018 | Mentes Criminales, Temporada 13 - Episodio 17: The Capilanos                                                  |                                                 |